# Лімфотоксин альфа
LTA (англ. Lymphotoxin alpha) – білок, який кодується однойменним геном, розташованим у людей на короткому плечі 6-ї хромосоми. Довжина поліпептидного ланцюга білка становить 205 амінокислот, а молекулярна маса — 22 297.
| 10         |  | 20         |  | 30         |  | 40         |  | 50         |
| ---------- |  | ---------- |  | ---------- |  | ---------- |  | ---------- |
| MTPPERLFLP |  | RVCGTTLHLL |  | LLGLLLVLLP |  | GAQGLPGVGL |  | TPSAAQTARQ |
| HPKMHLAHST |  | LKPAAHLIGD |  | PSKQNSLLWR |  | ANTDRAFLQD |  | GFSLSNNSLL |
| VPTSGIYFVY |  | SQVVFSGKAY |  | SPKATSSPLY |  | LAHEVQLFSS |  | QYPFHVPLLS |
| SQKMVYPGLQ |  | EPWLHSMYHG |  | AAFQLTQGDQ |  | LSTHTDGIPH |  | LVLSPSTVFF |
| GAFAL      |  |            |  |            |  |            |  |            |

A: Аланін

C: Цистеїн

D: Аспарагінова кислота

E: Глутамінова кислота

F: Фенілаланін

G: Гліцин

H: Гістидин

I: Ізолейцин

K: Лізин

L: Лейцин

M: Метіонін

N: Аспарагін

P: Пролін

Q: Глутамін

R: Аргінін

S: Серин

T: Треонін

V: Валін

W: Триптофан

Кодований геном білок за функцією належить до цитокінів. 
Локалізований у мембрані.
Також секретований назовні.